# Cochi Ponzoni
Aurelio Ponzoni, detto Cochi (Milano, 11 marzo 1941), è un comico, cabarettista, cantante e attore italiano.

## Biografia
Orfano del padre Marco in tenera età, ultimo di 3 figli e unico maschio, ricevette il soprannome Cochi dalla madre Adele Cattaneo, ispirata da un personaggio del Corriere dei Piccoli.
Iscritto alla sezione di ragioneria dell'Istituto tecnico Carlo Cattaneo, conosce Renato Pozzetto, iscritto alle classi per geometri. All'età di diciotto anni si reca a Londra; dall'esperienza in quella capitale europea trarrà ispirazione per creare il personaggio accurato ed elegante che lo rende famoso. 

### Anni sessanta
Nel 1962 nasce il sodalizio artistico con Renato Pozzetto, mentre impara da Giorgio Gaber a suonare la chitarra. Il primo impiego stabile del duo è al "Cab 64", che apre nel 1964. Il duo ha successo e viene notato da Enzo Jannacci con cui si instaurerà un rapporto di amicizia e che sarà coautore di molte delle loro canzoni. Cochi e Renato si dedicheranno anche alla musica, producendo in sala d'incisione le loro canzoni più famose.
Nel 1965 il duo approda sul palcoscenico del celebre Derby di Milano. Negli anni seguenti diventeranno i campioni di una comicità stralunata e surreale, fatta di una poetica povertà di mezzi, gag fulminee, esasperanti monologhi nonsense, canzoncine dai contenuti grotteschi (celebri sono Canzone Intelligente, La gallina, Libe-Libe-Là, Nebbia in Val Padana e soprattutto E la vita, la vita) e scenette divertenti (come quelle del maestro e dell'alunno, che terminavano sempre con lo stesso giudizio: «Bene, bravo, 7+»).
Dopo l'esordio televisivo in Quelli della domenica, nel 1968, sono in TV anche l'anno seguente con È domenica, ma senza impegno (1969). 

### Anni settanta
Nel 1973 conducono un programma tutto loro dal nome Il poeta e il contadino, preceduto da Il buono e il cattivo, del 1972. Nel 1974 portano al successo la canzone più conosciuta del loro repertorio, E la vita, la vita (scritta, come le altre, insieme a Enzo Jannacci) e appaiono in Canzonissima e in Vino, whisky e chewing-gum. Un anno dopo il duo si scioglie e ognuno di loro segue la propria strada. Cochi decide di fare teatro e si trasferisce da Milano a Roma. Proprio in uno spettacolo teatrale lo nota il regista Alberto Lattuada, che lo vuole con se, nel 1976, per il suo film Cuore di cane, con protagonista Max von Sydow.

### Anni ottanta e novanta
Nel 1981 recita accanto ad Alberto Sordi ne Il Marchese del Grillo.
Nel 1987 si candida alle elezioni politiche per il Partito Radicale ma non viene eletto. Dopo un periodo di crisi ispirativa, torna in TV, nel 1992, nel varietà comico Su la testa!, condotto dall'amico Paolo Rossi. Proprio il conduttore disse questa frase celebre:
1. Cosa ha fatto Gesù dai 12 ai 30 anni;
2. Cosa ha fatto Silvio Berlusconi dal 1960 al 1975;
3. Cosa ha fatto Cochi Ponzoni dal 1979 ad oggi»

(Paolo Rossi, 1992)
In verità Cochi non scomparve del tutto dalla ribalta televisiva: nel 1980 è tra gli animatori del programma di Enzo Jannacci Saltimbanchi si muore e successivamente collabora con TeleRoma 56. Lavora anche per la Televisione della Svizzera Italiana (TSI) nei panni di Cochi Tom Ponzoni, un improbabile detective privato; inoltre nel 1985 fa parte del cast dello sceneggiato televisivo I due prigionieri. Nel 1990 affianca Stefania Sandrelli nel film Evelina e i suoi figli. Nel 1996 invece partecipa a Mai dire Gol.

### Anni duemila
Dal 2000 torna in coppia con Renato Pozzetto in televisione (Nebbia in Valpadana e Stiamo lavorando per noi per la Rai, Zelig circus per Mediaset) e in teatro (Nonostantelastagione, Nuotando con le lacrime agli occhi - Canzoni e ragionamenti, Una coppia infedele), partecipando anche al suo film Un amore su misura (2007). Nel 2010 partecipa al film campione d'incassi La banda dei Babbi Natale di e con Aldo, Giovanni e Giacomo.
Dal 2024 è testimonial ufficiale dei City Angels; nello stesso anno riceve, il primo dicembre ad Asti, il "premio alla carriera" nel corso dell'Asti International film festival, premio che ha voluto condividere con Renato, da sempre suo amico e, durante l'intervista, ha presentato il suo libro La versione di Cochi (Baldini+Castoldi, 2023).

### Vita privata
Ha un matrimonio alle spalle ed attualmente vive con la sua seconda moglie; ha quattro figlie: Eleonora, Federica, Benedetta e Vera, e cinque nipotini: Arturo, Raimondo, Giulia, Martina e Mattia.

## Filmografia

### Attore

#### Cinema
- Cuore di cane, regia di Alberto Lattuada (1976)
- Telefoni bianchi, regia di Dino Risi (1976)
- Luna di miele in tre, regia di Carlo Vanzina (1976)
- Il comune senso del pudore, regia di Alberto Sordi (1976)
- Bruciati da cocente passione, regia di Giorgio Capitani (1976)
- Sturmtruppen, regia di Salvatore Samperi (1976)
- Tre tigri contro tre tigri, regia di Sergio Corbucci e Steno (1977)
- Scherzi da prete, regia di Pier Francesco Pingitore (1978)
- Io tigro, tu tigri, egli tigra, regia di Renato Pozzetto, primo episodio (1978)
- Saxofone, regia di Renato Pozzetto (1978)
- Belli e brutti ridono tutti, regia di Domenico Paolella (1979)
- Io zombo, tu zombi, lei zomba, regia di Nello Rossati (1979)
- Augh! Augh!, regia di Marco Toniato (1980)
- Il marchese del Grillo, regia di Mario Monicelli (1981)
- Delitti, amore e gelosia, regia di Luciano Secchi (1982)
- La variabile Felsen, regia di Paolo Rosa – mediometraggio (1988)
- Ti ho incontrata domani, regia di Pio Bordoni (1989)
- Evelina e i suoi figli, regia di Livia Giampalmo (1990)
- Adelaide, regia di Lucio Gaudino (1991)
- Mi manca Marcella, regia di Renata Amato (1992)
- Senza filtro, regia di Mimmo Raimondi (2001)
- La febbre, regia di Alessandro D'Alatri (2005)
- Un amore su misura, regia di Renato Pozzetto (2007)
- La banda dei Babbi Natale, regia di Paolo Genovese (2010)
- Gli sdraiati, regia di Francesca Archibugi (2017)
- Si muore tutti democristiani, regia de Il Terzo Segreto di Satira (2018)
- Se mi vuoi bene, regia di Fausto Brizzi (2019)
- Enzo Jannacci - Vengo anch'io, regia di Giorgio Verdelli – docufilm (2023) - se stesso

#### Televisione
- Riuscirà il cav. papà Ubu?, regia di Vito Molinari e Beppe Recchia – miniserie TV (1971)
- Aeroporto internazionale – serie TV (1987)
- Quando ancora non c'erano i Beatles, regia di Marcello Aliprandi – miniserie TV (1988)
- Doris una diva del regime, regia di Alfredo Giannetti – miniserie TV (1991)
- Donne armate, regia di Sergio Corbucci – film TV (1991)
- Su la testa!, regia di Paolo Beldì – programma TV (Rai 3, 1992)
- Uno di noi – serie TV (1996)
- Nebbia in Valpadana – serie TV (2000)
- Gioan Brera - L'inventore del centravanti di Sabina Negri, regia di Bebo Storti – spettacolo teatrale (2012)[4]

### Sceneggiatore
- Sturmtruppen, regia di Salvatore Samperi (1976)
- Tre tigri contro tre tigri, regia di Sergio Corbucci e Steno (1977)
- Scherzi da prete, regia di Pier Francesco Pingitore (1978)
- Io tigro, tu tigri, egli tigra, regia di Renato Pozzetto, primo episodio (1978)
- Saxofone, regia di Renato Pozzetto (1978)

Pubblicità
Ha partecipato anche ad alcune serie di sketch della rubrica pubblicitaria televisiva Carosello, sempre insieme a Renato Pozzetto:
- Con Kitty Swan e Armando Francioli per le confezioni della Lebole (1969)
- Televisori portatili Philips-Melchioni (1971)
- Gelati "Trifoglio" della Besana (1973)
- Eurospin - La spesa intelligente (2022)

## Discografia
- 1969 – Una serata con Cochi & Renato
- 1973 – Il poeta e il contadino
- 1974 – E la vita, la vita
- 1976 – Ritornare alle 17
- 1977 – Libe-libe-là
- 2000 – ...Le canzoni intelligenti
- 2007 – Finché c'è la salute